# Eugene Deckers

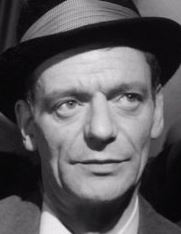
Eugene Deckers

Eugene Deckers (* 22. Oktober 1913 in Antwerpen als Eugène Francis Deckers; † 13. Juli 1977 in Paris, Frankreich) war ein belgischer Schauspieler in Film, Fernsehen und Theater, der zwischen den Jahren 1947 und 1969 international in über 60 Kino- und TV-Produktionen spielte, darunter in Die fünfte Kolonne, Das Raubtier rechnet ab, Brennendes Indien, Lady L oder Die letzte Safari.

## Leben und Karriere
Geboren im belgischen Antwerpen als Eugène Francis Deckers, etablierte sich der Schauspieler Ende der 1940er Jahre in der britischen Filmindustrie schnell als zuverlässiger Charakterdarsteller in zahlreichen Nebenrollen. Auch US-amerikanische Produktionen wie der 1949 aufwändig in Europa gedrehte Abenteuerfilm von Henry Levin In den Klauen des Borgia mit Tyrone Power oder Raoul Walshs farbenprächtig inszenierte epische Warner Brothers-Verfilmung Des Königs Admiral, eine Adaption des klassischen Hornblower-Stoffes, gedreht in den Elstree Studios bei London aus dem Jahr 1951 mit Gregory Peck, Virginia Mayo und Robert Beatty in den Hauptrollen, griffen gerne bei entsprechenden Rollenprofilen auf die Sprachtalente des in England lebenden Belgiers zurück, in Des Königs Admiral verkörperte er einen Französischer Kommandanten. Markante Auftritte hatte Deckers seit Mitte der 1950er Jahre in Kinofilmen wie dem Robert Mitchum Spionagethriller Die fünfte Kolonne in der Rolle des zwielichtigen Sandoz unter der Regie von Sheldon Reynolds, in dem in Frankreich entstandenen Kriminalfilm Das Raubtier rechnet ab von Maurice Labro mit Lino Ventura in der Hauptrolle, als Peters in dem Abenteuerdrama Brennendes Indien mit Kenneth More und Lauren Bacall von Regisseur J. Lee Thompson, in der britisch-französisch-italienischen Filmkomödie Lady L von Peter Ustinov aus dem Jahre 1965 in der Besetzung Sophia Loren, Paul Newman und David Niven oder in dem von Regisseur Henry Hathaway inszenierten britischen Abenteuerfilm Die letzte Safari aus dem Jahr 1967 mit Stewart Granger. Seine letzte Kinorolle spielte Deckers 1969 in Basil Deardens Kriminalsatire Mörder GmbH mit Oliver Reed, Diana Rigg und Telly Savalas in den Hauptrollen.
Eugene Deckers verstarb am 13. Juli 1977 in Paris.

## Filmografie (Auswahl)

### Kino
- 1947: While the Sun Shines
- 1947: Ihr letzter Tanz (Woman to Woman)
- 1947: Dual Alibi
- 1947: Mrs. Fitzherbert
- 1948: Against the Wind
- 1948: Schlafwagen nach Triest (Sleeping Car to Trieste)
- 1949: In den Klauen des Borgia (Prince of Foxes)
- 1949: Das dunkelrote Siegel (The Elusive Pimpernel)
- 1950: Der goldene Salamander (Golden Salamander)
- 1950: Madeleine
- 1950: Paris um Mitternacht (So Long at the Fair)
- 1950: Tony Draws a Horse
- 1950: Lebensgefährlich (Highly Dangerous)
- 1951: Nacht ohne Sterne (Night Without Stars)
- 1951: Des Königs Admiral (Captain Horatio Hornblower)
- 1951: Das Glück kam über Nacht (The Lavender Hill Mob)
- 1951: Hotel Sahara
- 1954: Liebeslotterie (The Love Lottery)
- 1954: Die seltsamen Wege des Pater Brown (Father Brown)
- 1955: Im Schatten der Zitadelle (The Colditz Story)
- 1955: Doktor Ahoi! (Doctor at Sea)
- 1955: Ich und der Herr Minister (Man of the Moment)
- 1956: Women Without Men
- 1956: Port Afrika (Port Afrique)
- 1956: Der eiserne Unterrock (The Iron Petticoat)
- 1956: Die fünfte Kolonne (Foreign Intrigue)
- 1956: In den Krallen der Gangster (House of Secrets)
- 1957: Die Frau meiner Sehnsucht (Let's Be Happy)
- 1957: Seven Thunders
- 1958: Herzlich willkommen im Kittchen (Law and Disorder)
- 1959: Das Raubtier rechnet ab (Le fauve est lâché)
- 1959: Brennendes Indien (North West Frontier)
- 1960: Drama im Spiegel (Crack in the Mirror)
- 1961: A Weekend with Lulu
- 1962: Der längste Tag (The Longest Day)
- 1963: Lauter Leichen in Las Vegas (Blague dans le coin)
- 1964: FBI-Agent Cooper – Der Fall Tex (Coplan prend des risques)
- 1965: Lady L
- 1966: Scharfe Kurven für Madame (Le grand restaurant)
- 1967: Die letzte Safari (The Last Safari)
- 1967: Hell Is Empty
- 1968: The Limbo Line
- 1969: Mörder GmbH (The Assassination Bureau)

### Fernsehen
- 1962: Simon Templar (The Saint) (Fernsehserie, 1 Episode)|
- 1954: Sherlock Holmes (TV)(S1 E6)